# 거제 지세포 봉수대
거제 지세포 봉수대(巨濟 知世浦 烽燧臺)는 대한민국 경상남도 거제시 일운면 지세포리에 위치한 해발 214m의 속명 샛풍이제 정상 연지봉에 있는 봉수대이다. 2002년 8월 14일 경상남도의 기념물 제242호로 지정되었다.

## 개요
봉수대는 횃불과 연기를 이용하여 급한 소식을 전하던 옛날의 통신수단을 말한다. 높은 산에 올라가서 불을 피워 낮에는 연기로 밤에는 불빛으로 신호를 보냈다.
거제 지세포봉수대는 일운면 지세포리에 위치한 해발 214m의 속명 샛풍이제 정상 연지봉에 있는 봉수대이다.
이 봉수대는 인접한 거제와현봉수대와는 전체적인 형태와 축조방법이 상이하다. 우선 와현봉수대는 봉화부와 방호벽 사이의 공간이 거의 없는데 비해 지세포봉수대의 경우 봉화부는 뚜렷이 남아있지 않으나 방호벽이 두르고 있는 면적은 매우 넓은 편이다. 산 정상부를 고르게 다듬어 넓게 만들고 지름 25m 이상의 원형으로 방호벽을 두르고 있는 석축은 상당한 높이로 보존 상태가 좋다.
내부에 민묘가 조성되어 있고 봉화부의 형태는 잘 확인되지 않으나 방호벽의 보존상태가 매우 양호한 편이며 출입시설 등도 확인된다.
봉수대의 위치나 지세로 보면 와현봉수대와 옥녀봉, 강망산봉수대의 사이를 연결하기 위해 축조되었을 것으로 추정된다.
지세포봉수대는 면적이 상당히 넓은 봉수대에 속하며 전체적인 보존상태도 양호한 편이기 때문에 보존가치가 높다고 평가된다.

## 같이 보기
- 거제 와현 봉수대
- 거제 강망산 봉수대

## 참고 자료
- 거제 지세포 봉수대 - 국가유산청 국가유산포털